# 里見茜
里見 茜（さとみ あかね、1989年11月24日 - ）は、日本のファッションモデル、ヨガインストラクター。
東京都出身。主にファッション雑誌『Happie nuts』への登場などから知られてきた。

## 略歴
ファッション雑誌『Happie nuts』の専属モデルとして活動。専属誌の休刊を期に趣味であるヨガを本格的に学び始める。2014年にハワイに渡り、ヨガインストラクターライセンス「REGISTERED YOGA TEACHER 200」を取得。2015年1月よりプライベートレッスンをスタート。

## 人物
2018年1月11日に結婚。同年7月30日に第1子女児、2020年8月18日に第2子女児、2023年3月24日に第3子男児を出産した。

## 出演

### 雑誌
- Happie nuts（2008年1月 - 2014年5月、インフォレスト）- 専属モデル
- ヨガジャーナル日本版（2016年11月 - 2020年1月、セブン＆アイ出版）
- Pre-mo（2019年4月、主婦の友社）

### コンテスト
- BEST BODY JAPAN
  - BEST BODY JAPAN 東京大会（2016年8月）ガールズクラス グランプリ
  - BEST BODY JAPAN 日本大会（2016年11月）ガールズクラス ３位
  - BEST BODY JAPAN 札幌大会（2017年10月）ガールズクラス グランプリ
  - BEST BODY JAPAN 日本大会（2017年11月）ガールズクラス ３位
  - BEST BODY JAPAN 関東大会（2019年10月）レディースクラス グランプリ
  - BEST BODY JAPAN 日本大会（2019年11月）レディースクラス ３位

### ヨガイベント
- YOGA JAPAN
  - YOGA JAPAN 2017 TOKYO SUMMER SESSION
  - YOGA JAPAN 2019 TOKYO SUMMER SESSION
- Yogafest
  - Yogafest Yokohama 2017
  - Yogafest Hankyu 2017
  - Yogafest Yokohama 2018
  - Yogafest Hankyu 2019 Spring
- YOGA Meet Up「人気モデル 里見茜 が教える！誰でも簡単♪美尻美脚ヨガ」（2019年1月、GINZA SIX）
- Sunset Yoga（2019年5月）
- INTERNATIONAL DAY OF YOGA by emmi（2019年6月）

### ランウェイ
- 渋谷ガールズコレクション（2009年春夏）[1]
- SHINJUKU GIRLS COLLECTION（2009年）[3]

### イベント
- RADIANT NIGHT（2009年12月20日、渋谷club atom） [8]
- nuts night（2010年3月26日、渋谷atom）[9]
- 渋谷女祭り2010〜秋の陣〜（2010年9月19日、恵比寿リキッドルーム）[10]
- 渋谷女祭り〜St.Valentine／決戦は金曜日編〜（2011年2月11日、渋谷O-EAST）[11]
- 第一回全国合同成人式（2013年3月）
- TOKYO IRIE CONNECTION 2013（2013年4月）
- SPRING BREAK NIGHT（2013年11月）
- Like it !!× SHIBUYA GIRLS FESTA（2013年11月）
- ガールズブロガースタイル 2014 S/S（2014年4月）
- Like it!!Plus（2014年12月）

### WEB
- 「美」AKANE‘S YOGA 連載（2015年2月 - 109ニュース）
- Kracie Prostyle「enjoy!泡ライフスタイル」第1回ゲスト（2017年2月）
- 「たった３分でストレス＆不安をデトックス！里見茜のマインドフルネス夜ヨガ」連載（2017年11月 - 、講談社withオフィシャルサイト）
- Peachy（2018年5月）
- Techinsight エンタがビタミン♪（2018年8月）
- Dressy（2018年10月）
- Wedding Park（2018年11月）
- 洗顔専科「すっぴん磨きプロジェクト」（2019年4月、資生堂）
- SATOMI AKANE“3-Minute Short Documentary”（2019年6月、AbemaTV）

### その他
- 広告：Luvin' S[12]
- 書籍：Ravijour Style Book（2010年4月23日発売）[13]
- emmi yoga アンバサダー（2017年1月 - ）
- Style Boat Market コラボ商品プロデュース（2017年4月 - ）
- 広告：TAKEYA FLASK（2018年4月）WEB CM